# 管庄路西口站
管庄路西口站，又称管各庄西站，是北京地铁3号线和20号线一座规划中的换乘站，是规划中北京地铁20号线一期工程的起点站。该站位于北京市朝阳区东坝地区东苇路、管庄路与楼梓庄路交叉路口。

## 车站结构
本站计划按地下双岛四线车站建设。

## 历史
2024年9月29日，北京市基础设施投资有限公司发布《北京轨道交通3号线一期（管庄路西口站-曹各庄北站[预留]）线路一体化规划方案公示》，确认该段线路为地下线，共设车站5座，均为新建车站。
2025年6月30日，北京市公共资源交易服务平台发布北京地铁3号线一期工程土建施工12合同段招标计划，8月1日正式发布招标公告。8月5日，北京市公共资源交易服务平台发布3号线一期工程（东坝北站（不含）至高辛庄站）施工临时用电施工招标计划，正式招标公告预计9月8日发布。